# Eurybunus
Genre
Eurybunus est un genre d'opilions eupnois de la famille des Globipedidae.

## Distribution
Les espèces de ce genre se rencontrent aux États-Unis et au Mexique.

## Liste des espèces
Selon World Catalogue of Opiliones (25/04/2021) :
- Eurybunus brunneus Banks, 1893
- Eurybunus pallidus Goodnight & Goodnight, 1943
- Eurybunus riversi Goodnight & Goodnight, 1943
- Eurybunus spinosus Banks, 1895

## Publication originale
- Banks, 1893 : « The Phalanginae of the United States. » The Canadian Entomologist, vol. 25, p. 205–211 (texte intégral).